# Colin Chapman
Anthony Colin Bruce Chapman CBE , född 19 maj 1928 i Richmond utanför London, död 16 december 1982, var en brittisk racerförare och bilkonstruktör. Han var bilmärket Lotus grundare.
Chapman studerade teknik vid University College i London och konstruerade under skoltiden sin första bil. Denna bil döptes till Lotus efter Lotusblomman, men det var också det smeknamn han använde på sin flickvän Hazel Williams. Bygget påbörjades i oktober 1947 och var byggd av Austin Seven-komponenter. Han var även med och konstruerade De Lorean DMC-12 som tillverkades i rostfritt stål.
Chapman deltog i ett formel 1-lopp, Frankrikes Grand Prix 1956, där han körde en Vanwall. Han fick dock motorstopp redan i starten. Hans bilmärke Lotus fick dock senare många framgångar genom sitt formel 1-stall Team Lotus. Chapman blev invald i International Motorsports Hall of Fame 1994.